# Плень (Юра)
Плень (фр. Pleigne) — громада  в Швейцарії в кантоні Юра, округ Делемон.

## Географія
Громада розташована на відстані близько 55 км на північ від Берна, 7 км на північний захід від Делемона.
Плень має площу 17,8 км², з яких на 3% дозволяється будівництво (житлове та будівництво доріг), 47,3% використовуються в сільськогосподарських цілях, 49,2% зайнято лісами, 0,6% не є продуктивними (річки, льодовики або гори).

## Демографія
2019 року в громаді мешкало 352 особи (-8,8% порівняно з 2010 роком), іноземців було 2,6%. Густота населення становила 20 осіб/км².
За віковим діапазоном населення розподілялося таким чином: 18,2% — особи молодші 20 років, 59,1% — особи у віці 20—64 років, 22,7% — особи у віці 65 років та старші. Було 156 помешкань (у середньому 2,3 особи в помешканні).
Із загальної кількості 98 працюючих 39 було зайнятих в первинному секторі, 27 — в обробній промисловості, 32 — в галузі послуг.